# 刘婷
刘婷（曾用名：刘霆，1986年—），浙江湖州人，毕业于浙江林学院园林与艺术学院，2014年10月9日接受性別重置手術，2015年4月8日完成手术出院，引发民众关注。

## 简历

### 早年经历
刘霆于1986年出生于浙江省湖州市双林镇，13岁时母亲患上尿毒症，被迫在刻苦学习之时照顾母亲，2005年考入浙江林学院园林与艺术学院后将母亲接到学校附近租房养病，此后得到学校和社会资助，设立了“刘霆孝心奖励基金”，用以资助其他贫困学生，2007年9月被评为中国“全国道德模范”，同时还获得“中华孝亲敬老楷模”、“浙江骄傲”、杭州十大“平民英雄”等荣誉称号。

### 接受性别重置手术
在初中学习期间，刘霆就向母亲说起“易性”的话题，当时其暗恋上一名男生，但遭到了母亲的反对，刘霆还感到心理压力很大，甚至想过自杀。2013年12月，刘霆被心理医生诊断患有性别认知障碍，建议以女性方式生活。2014年8月初，刘霆到临安市锦城街道派出所递交身份证性别变更申请，在8月14日的发布会上宣布接受性別重置手術。该事件被全国各大媒体和海外媒体报道，还上了新浪微博热搜榜。在接受手术的当日，韩国艺人河莉秀前来支持。
刘霆的手术项目包括双眼皮、隆鼻、隆下巴、丰胸、注射瘦脸、注射丰苹果肌、光子嫩肤、脱毛等20多项。2015年1月19日完成最重要的男性性腺摘除手术。2015年4月8日，刘霆完成手术并出院，正式转变为女性，并更名为女性姓名“刘婷”。其在变性成功记者会上表示将会出版自传《我们会好的》，并改编成同名电影，还会发明专利口罩并捐赠回报社会。